# Desmopachria sobrina
Desmopachria sobrina är en skalbaggsart som beskrevs av Young 1995. Desmopachria sobrina ingår i släktet Desmopachria och familjen dykare. Inga underarter finns listade i Catalogue of Life.